# Los vencedores
Los vencedores es el tercer álbum de Funky, primero del tipo recopilatorio, donde participan Manny Montes, Triple Seven, Rey Pirin, Dr. P, Gran Manuel, Sammy, quienes pertenecían al sello Funkytown Music en 2004, entre otros artistas invitados.
La producción musical estuvo a cargo de Funky, DJ Blass, y otros productores invitados como Myztiko, Quest y DJ Alex.
El álbum estuvo nominado a Mejor álbum Hip Hop/Rap del año en los Premios Arpa 2005, perdiendo frente a Desahogo de Vico C. Sin embargo, el sencillo «Lo que traigo es flow» logró el reconocimiento a Canción mensaje del año y Canción urbana del año en los Premios AMCL.

## Lista de canciones
| N.º   | Título | Productor(es)                     | Duración |  |
| 1.    | «Intro (Los Vencedores)»                                                                                              | DJ Blass, Funky                   | 2:13     |  |
| 2.    | «Lo que traigo es flow (Funky)»                                                                                       | DJ Blass, Funky                   | 3:20     |  |
| 3.    | «Ya es hora (Rey Pirin)»                                                                                              | DJ Blass                          | 2:42     |  |
| 4.    | «Se están matando (Dr. P con Sammy)»                                                                                  | DJ Blass                          | 3:33     |  |
| 5.    | «Dale gloria (Triple Seven)»                                                                                          | DJ Blass                          | 2:30     |  |
| 6.    | «Así es que es (Manny Montes)»                                                                                        | DJ Blass                          | 3:20     |  |
| 7.    | «Tu fuego me quema (Sammy)»                                                                                           | DJ Blass, DJ Alex, Quest          | 2:48     |  |
| 8.    | «Buscando de Él (Quest)»                                                                                              | DJ Blass, Quest                   | 3:31     |  |
| 9.    | «Míralo y acéptalo (Iván & AB)»                                                                                       | Myztiko                           | 3:07     |  |
| 10.   | «Dale castigo (Rafito & Guillo Man)»                                                                                  | DJ Blass, Funky                   | 3:03     |  |
| 11.   | «Skit (MC Copia & Funky)»                                                                                             |                                   | 3:07     |  |
| 12.   | «Ama a Cristo (DJ Blass)»                                                                                             | DJ Blass                          | 2:11     |  |
| 13.   | «Por la envidia (Durán)»                                                                                              | DJ Blass, Funky                   | 2:52     |  |
| 14.   | «El guerrero (Harold)»                                                                                                | DJ Blass, Funky                   | 2:50     |  |
| 15.   | «Me levantó (AgostoX3)»                                                                                               | Mario Brothers, Funky             | 3:26     |  |
| 16.   | «Firme (P.Toh)» | Quest                             | 2:22     |  |
| 17.   | «Lo que traigo es flow [Reguetón] (Funky)»                                                                            | DJ Blass, Funky                   | 2:36     |  |
| 18.   | «Los Vencedores [Versión del vídeo] (Funky con Gran Manuel, Dr. P, Triple Seven, Rey Pirin, DJ Blass y Manny Montes)» | DJ Blass, Funky                   | 4:13     |  |
| 19.   | «Más que vencedor [Bonus track] (Sammy con Funky)»                                                                    | DJ Blass, Mario Brothers, DJ Alex | 3:35     |  |
| 57:29 | |                                   |          |  |

## Videos musicales
El álbum contó con un único vídeo, el sencillo «Los Vencedores» donde aparecían todos los intérpretes de la canción, y se presentaba a Sammy, quien no cantaba en la canción pero pertenecía al sello Funkytown. En el vídeo, no aparece el verso de DJ Blass. Para el álbum Acceso Total: Tour Edition de Funky, lanzado en 2008, hay un DVD que contiene un vídeo con una nueva versión de la canción «Lo que traigo es flow».